# Aníbal Jara Letelier
Aníbal Jara Letelier (Talca,1892 - Santiago de Chile, 1974) fue un escritor,  periodista, Cónsul General de Chile en Nueva York (1939) y embajador de Chile en Estados Unidos en 1953.  Fue director del diario Los Tiempos (1927), responsable de la llegada de la edición a color del diario La Nación (1930), fundador y director del diario La Hora (1935), entre otras cosas. Fue cercano a Víctor Pey y a Salvador Allende. y un defensor de la libertad de prensa.
Muere en Santiago de Chile, en 1974.